# 旭川市立神居中学校
旭川市立神居中学校（あさひかわしりつかむいちゅうがっこう）は、北海道旭川市にある公立中学校。
1970年代、1980年代にかけて旭川市を代表するマンモス校となっていたが、神居東中学校、忠和中学校の新設や少子化により現在は解消されている。
全国大会に幾度も出場経験のあるスキー部、女子バレーボール部、吹奏楽部などが有名。略称は「神居」、「神居中」。

## 概要
1947年5月15日開校
基本的には旭川市立神居小学校、旭川市立台場小学校、旭川市立富沢小学校の3校の校区の卒業生が入学する（校区の項目も参照）
スキー部、女子バレーボール部、吹奏楽部などが有名（部活動の項目も参照）

## 施設

### 校舎
- 鉄筋コンクリート、3階建

### 運動設備
- 陸上トラック：200M
- テニスコート：3面
- 体育館：1棟（1980年より供用開始）

## 生徒数・クラス
神居中学校の生徒数とクラス数は以下の通りである。

### 生徒数
| 学年                   | 1組 | 2組 | 3組 | 小計 | 合計 |
| ---------------------- | --- | --- | --- | ---- | ---- |
| 第1学年                | 30  | 31  | -   | 61   | 245  |
| 第2学年                | 28  | 28  | 29  | 85   | 245  |
| 第3学年                | 29  | 25  | 30  | 84   | 245  |
| 知的不安特別支援クラス | 1   | 1   | 3   | 5    | 245  |
| 情緒不安特別支援クラス | 6   | 4   | 0   | 10   | 245  |

2015年6月1日現在

### クラス
クラスの数え方は数字。「1年1組（例）」「1組（例）」
- 全学級：13クラス
  - 第1学年：2クラス
  - 第2学年：2クラス
  - 第3学年：2クラス
  - 知的不安特別支援クラス：3クラス
  - 情緒不安特別支援クラス：2クラス

2017年5月17日現在

## 校歌
制定：1948年3月15日

作詞：清水重造

作曲：新野仁助

歌詞は以下のホームページで閲覧可能

「旭川市立神居中学校ホームページ 学校概要 沿革」

## 部活動

### 運動部
- 野球部
  - OBに玉置浩二がいる
- スキー部 - 過去に市内大会で17年連続男女優勝を成し遂げた名門

文化部

## 校区

### 現在の校区
旭川市神居1~9条のうち1~10丁目

旭川市台場全域

旭川市高砂台全域

旭川市南が丘全域

旭川市神居町台場全域

旭川市神居町富沢全域

旭川市神居町富岡全域

旭川市神居町神岡全域

旭川市神居町豊里全域

### 校区の変遷

#### 開校～1981年度
神居町神居古譚・神居町豊里を除く神居村全域

#### 1982年度～1988年度
旭川市立神居東中学校の新設に伴い、神居1～9条の11丁目以降・神居町雨紛・神居町上雨紛・神居町神華を委譲する。

#### 1989年度～2006年度
旭川市立忠和中学校の新設により旭川市忠和・旭川市神居町忠和を委譲する。

#### 2006年度～現在
旭川市立豊里中学校の廃校により旭川市神居町豊里が編入される。

## 交通
- 道北バス、旭川電気軌道、北海道中央バス（旭川営業所）、空知中央バス「神居2条4丁目」停留所より徒歩1分

## 卒業生
藤圭子、玉置浩二、鈴木貴久、成田郁久美がいる。